# Boeing X-45
Le drone X-45 est un démonstrateur technologique construit par Boeing pour préparer la mise au point d'une prochaine génération de drones de combat. Il est produit par la filiale Boeing Integrated Defense Systems du constructeur, et fait partie des projets de la DARPA sur le Joint Unmanned Combat Air Systems (J-UCAS), ou en français « système aérien commun de combat ».

## Historique et développement des différentes versions
Boeing initia son programme UCAS dès 1998, et fut choisi dès l'année suivante par la DARPA et l'US Air Force pour construire les drones X-45A et une station de contrôle de mission.

### X-45A

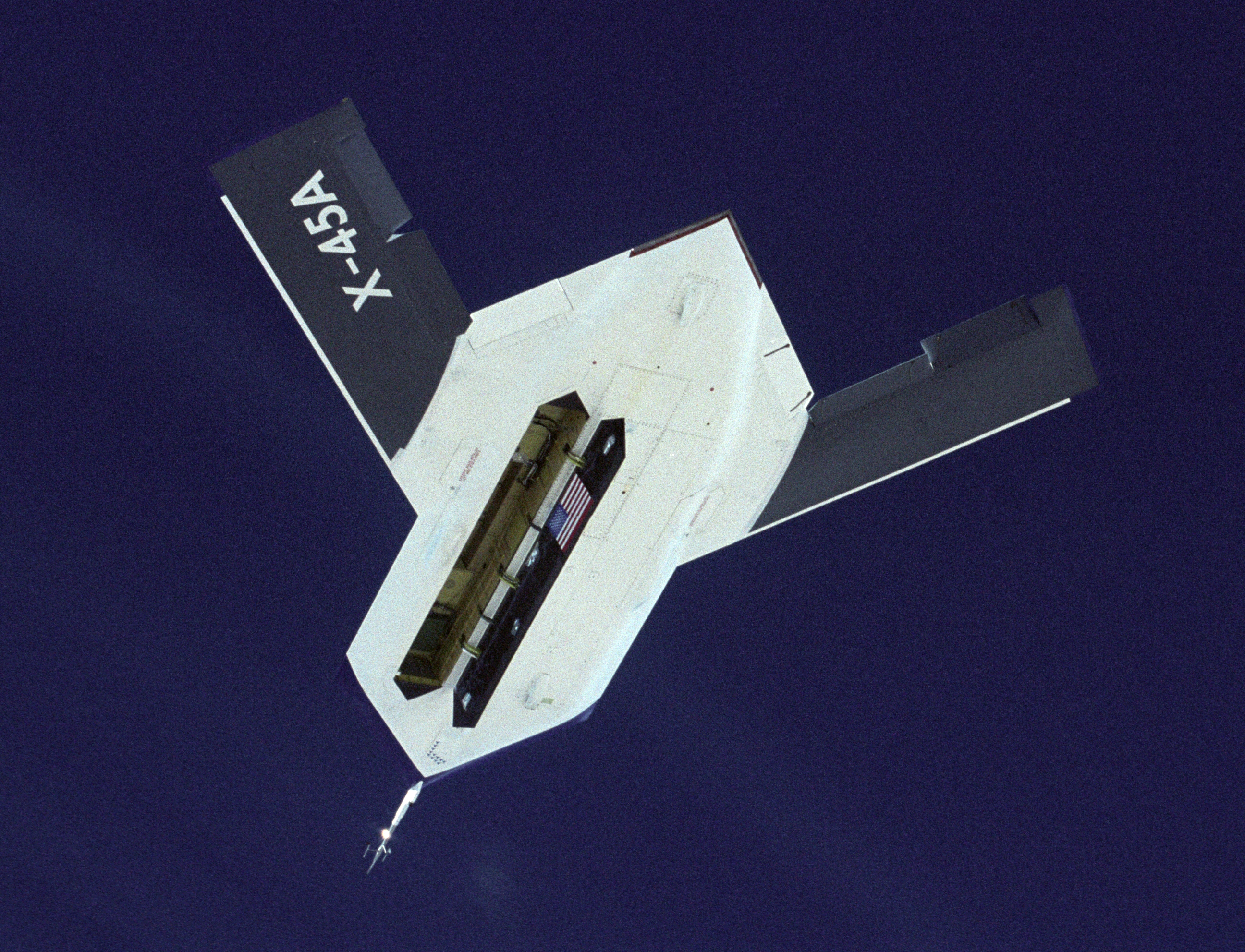
Boeing X-45A avec sa soute à bombes ouverte.

Boeing termina l'assemblage d'un premier X-45A en septembre 2000, dans une optique de bombardier léger non piloté. L'année 2001 fut cependant entièrement consacrée à des essais au sol.
Le premier X-45A (AV1), surnommé « Elsie May » prit l'air pour la première fois le 22 mai 2002, réalisant un vol de quatorze minutes et atteignant une vitesse de 361 km/h à une altitude de 2 286 m. Un second prototype, désigné AV2, fut achevé en novembre. Le 18 avril 2004, le X-45A fit un premier essai réussi de bombardement sur la base d'Edwards de l'US Air Force, avec une bombe guidée inerte de 250 livres. Le 11 août 2004, un contrôleur au sol fit réaliser un vol à deux X-45A. Le 4 février 2005, pour leur cinquantième vol, une patrouille totalement autonome de deux X-45A choisit lequel des deux avions était le mieux placé pour attaquer une cible au sol. Et l'autre X-45A attaqua une nouvelle cible révélée tardivement,. Cela confirmait la capacité du X-45A à travailler en équipe sans intervention humaine, même sur des cibles non détectées à l'avance.
Le 10 août 2005, à l'occasion des vols d'essais no 63 et 64, les deux X-45A furent poussés à leurs limites par les équipes du centre de recherches Dryden Flight Research Center, sur la base d'Edwards, en Californie,. À l'occasion de ce test les deux avions décollèrent de leur base, grimpèrent et décidèrent en autonomie complète de la meilleure route à suivre pour rejoindre la « zone d'action » (« Area Of Action », AOA). Une fois ce plan de vol approuvé par l'opérateur au sol, les deux appareils s'engagèrent à l'intérieur de cette zone, d'une taille de 50 sur 100 kilomètres, prêts à mener une attaque simulée de suppression de défenses aériennes ennemies,. La mission nécessitait d'identifier, d'attaquer et de détruire un lot de radars terrestres pré-désignés et leurs lance-missiles associés avant que ceux-ci n'aient théoriquement le temps de riposter. Pour ajouter encore de la complexité à la mission, l'un des X-45 dut faire face à une menace surprise, effectua des manœuvres évasives pour esquiver ses armes, et détermina automatiquement lequel des deux avions était le mieux placé et disposait des meilleures munitions pour engager cette cible alors devenue prioritaire. Après avoir reçu l'accord de l'opérateur terrestre, le drone effectua une simulation de bombardement sur la cible. Ce scénario fut répété une deuxième fois puis les avions rentrèrent en sécurité à leur base,.
À la fin du programme et après 64 vols effectués, en novembre 2006, les deux exemplaires furent transférés au musée. Le premier (AV1) au musée national de l'air et de l'espace à Washington, et l'autre (AV2) au musée national de l'US Air Force sur la base Wright-Patterson Air Force Base.
Le logiciel apportant de l'autonomie au X-45A fut développé en trois phases. Le Block 1 concernait le décollage et l'atterrissage, la navigation aérienne, et les communications de base avec la station de contrôle au sol. Sa validation se termina en février 2003. Le Block 2 concernait la délivrance d'armements et les communications avec des appareils pilotés. Il débuta les tests en novembre 2003, et un premier largage fut effectué en mars 2004. Le Block 3 concernait, entre autres, le changement d'objectifs en cours de mission. Les tests commencèrent en octobre 2004.

### X-45B/C

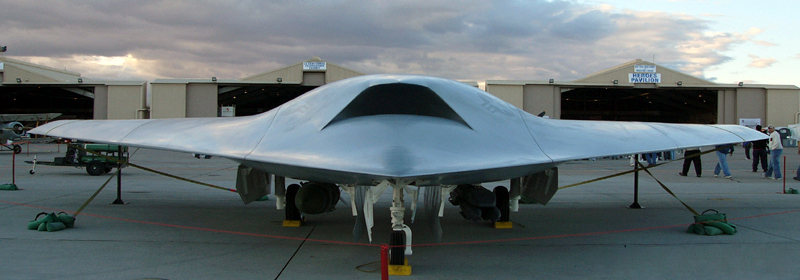
Le X-45C.

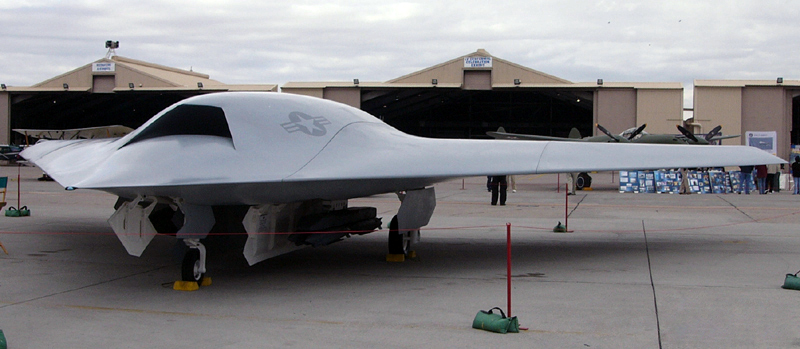
X-45C vu de côté.

Boeing projetait initialement de construire deux exemplaires du X-45B, plus grand que le X-45A. Plus long de 14 % avec 63 % de surface alaire supplémentaires, mais de formes générales identiques, il devait embarquer une plus grande charge utile (3 000 livres) et disposait de performances améliorées en altitude et distance franchissable (de 500 à 1 000 nautiques de rayon d'action). Boeing espérait même produire une version opérationnelle, parfois appelée A-45, qui serait entrée en service en 2008 au sein de l'armée de l'air américaine à raison de quatorze exemplaires. Mais la DARPA, qui venait de lancer le programme J-UCAS, demanda à Boeing de concevoir une version encore plus grande du X-45, emportant davantage de carburant, afin de lui donner une distance franchissable trois fois plus grande que celle du X-45B. Cette modification, demandée afin de répondre aux spécifications de l'US Navy et de l'USAF dans le cadre du programme J-UCAS, fut rendue publique par Boeing le 29 avril 2003 et entraîna l'abandon du X-45B.
En octobre 2004, la DARPA attribua 767 millions de dollars à Boeing pour construire trois exemplaires de la nouvelle version X-45C : capacités d'emport de carburant et rayon d'action furent améliorés, tandis que la forme de l'aile fut agrandie et disposait désormais d'une forme proche de celle du B-2 Spirit. Ils étaient attendus pour 2006. En juillet 2005, un montant additionnel de 175 millions de dollars fut accordé pour doter l'appareil d'une capacité de ravitaillement en vol automatique, prévue pour 2010,. Il aurait été équipé d'un turboréacteur F404, modèle de réacteur équipant par exemple le F/A-18 Hornet.
Boeing a exposé le X-45C, dont il n'existe qu'une seule maquette, à de nombreux salons.
Le premier vol du X-45C était attendu pour 2006 ou 2007, des tests de ravitaillement en vol autonome avec un KC-135 étant attendus pour 2010, mais le 2 mars 2006, l'US Air Force décida d'arrêter le projet X-45,.

### X-45N
Après l'arrêt du programme X-45 par l'US Air Force, l'US Navy décida de poursuivre le programme pour une version marine de l'avion. Les spécifications furent définies à l'été 2006 et les propositions en avril 2007. Le premier vol était prévu pour novembre 2008. Mais finalement, fin 2007, l'US Navy arrêta le programme du X-45. Ce drone aurait eu une apparence très similaire à celle du X-46A, un autre projet imaginé par Boeing en parallèle à celui du X-45A pour répondre aux besoins du deuxième programme de drones de la DARPA, l'UCAV-N (naval). Ce programme était similaire au premier, mais cette-fois la DARPA collaborait avec la Navy pour mettre au point un drone embarqué.
Le logiciel développé par Boeing pour le décollage et l'appontage automatique du X-45 a été installé sur un F-18 Hornet, mais toutes les tentatives se sont soldées par des échecs. Une version améliorée devait permettre l'appontage début 2009.

## Caractéristiques

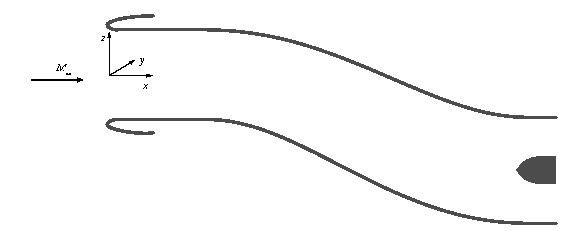
Schéma explicatif de la forme « en S » de l'entrée d'air du moteur équipant le drone.

L'avion a été conçu par la division Phantom Works de Boeing, à partir des enseignements tirés de l'avion expérimental Bird of Prey.
Il se présente comme un avion très plat, avec une entrée d'air située sur le dos du fuselage vers l'avant. Le fuselage est intégré dans une aile en flèche, avec une tuyère de petites dimensions. Il n'a pas de dérive. Des ailerons s'ouvrant symétriquement vers le haut et le bas - dits « gouvernes crocodiles » - créent une traînée différentielle, qui permet de contrôler le lacet comme sur l'aile volante de Northrop. Il est propulsé par un turbofan dépourvu de postcombustion, le Honeywell F124-GA-100, qui est dérivé d'un moteur à vocation civile, le Garrett TFE731. Avec ses 28 kN de poussée, il s'agit d'un petit moteur léger à la conception assez particulière (il a un compresseur centrifuge et des compresseurs axiaux, chose exceptionnelle pour un turbofan), mais il suffit amplement à propulser la masse relativement faible du X-45. Il est encastré assez profondément dans l'intérieur de l'appareil, afin de réduire les probabilités de détection au radar. Les aubes de réacteur sont en effet une très bonne source de réflexion des ondes radar, et leur exposition directe à l'extérieur pourrait trahir la présence du drone. La forme en serpentin du canal interne de l'entrée d'air, qui supprime le réacteur de la vue directe depuis l'extérieur, est désignée « S-duct » (en) dans les pays anglophones.
Supprimer le pilote et les équipements correspondants (siège, oxygène, volume de la cabine, etc.) réduit non-seulement le poids mais aussi diminue fortement le coût de l'appareil. Son poids est également contenu grâce à l'emploi de matériaux composites (aluminium, fibre de carbone, polymères…) qui participent également à la diminution de sa surface équivalente radar. Il peut être télécommandé, mais il est toutefois surtout conçu pour voler de façon totalement autonome, grâce notamment à une navigation assistée par un système GPS.
Afin de préserver sa furtivité, l'appareil dispose de deux soutes internes disposant de quatre points d'emport chacune. Elles peuvent accueillir des bombes GBU-39, plus connues sous la désignation de Small Diameter Bombs (SDB). Comme leur nom l'indique, leur faible diamètre est particulièrement adapté à leur emport à l'intérieur de soutes aux dimensions réduites. Ces soutes peuvent aussi accueillir des bombes de précision de type JDAM. La charge maximale emportée est de 680 kg. Aucun emport d'armement air-air n'a été prévu à la conception, l'avion devant rester focalisé sur des missions air-sol. Les liaisons entre l'avion et le centre de contrôle au sol se font par liaison satellite Milstar. Le drone effectue la détection des cibles grâce à un radar à synthèse d'ouverture à antenne active (AESA) dont la précision est de 60 cm pour une cible située à 80 km. Il dispose également d'un ensemble de systèmes de soutien électronique, dont les caractéristiques restent inconnues. Tous ces équipements sont produits par la société Raytheon.
Une caractéristique intéressante du X-45A vient de ses ailes détachables du fuselage. L'avion peut ainsi être stocké dans un conteneur et être transporté par un avion cargo. Un seul C-17 Globemaster aurait pu par exemple emporter six X-45 vers des bases avancées,.